# Sonata para piano n.º 17 (Mozart)
La Sonata para piano n.º 17 en si bemol mayor, K. 570, es una obra de Wolfgang Amadeus Mozart escrita en febrero de 1789.

## Estructura
Consta de tres movimientos:
1. Allegro.
2. Adagio.
3. Allegretto.

Su interpretación habitual suele abarcar dieciocho minutos aproximadamente.